# گرید ۲
گرید ۲ (انگلیسی: Grid 2) یک بازی ویدئویی در سبک بازی ویدئویی کورسی است که توسط کدمسترز و در سال ۲۰۱۳ و در پلت‌فرم‌های ایکس‌باکس ۳۶۰، پلی‌استیشن ۳، و مایکروسافت ویندوز منتشر شده‌است.